# Běh na lyžích na Zimních olympijských hrách 1968
Běh na lyžích na Zimních olympijských hrách 1968 v Grenoblu.

## Medailové pořadí zemí
| Pořadí | Země                | Zlato | Stříbro | Bronz | Celkově |
| ------ | ------------------- | ----- | ------- | ----- | ------- |
| 1.     | Norsko (NOR)        | 4     | 2       | 1     | 7       |
| 2.     | Švédsko (SWE)       | 2     | 2       | 1     | 5       |
| 3.     | Itálie (ITA)        | 1     | 0       | 0     | 1       |
| 4.     | Sovětský svaz (URS) | 0     | 2       | 2     | 4       |
| 5.     | Finsko (FIN)        | 0     | 1       | 2     | 3       |
| 6.     | Švýcarsko (SUI)     | 0     | 0       | 1     | 1       |
|        | Celkem              | 7     | 7       | 7     | 21      |

## Medailisté

### Muži
| Disciplína        | Zlato                                                                          | Výkon      | Stříbro                                                                             | Výkon     | Bronz                                                                               | Výkon     |
| ----------------- | ------------------------------------------------------------------------------ | ---------- | ----------------------------------------------------------------------------------- | --------- | ----------------------------------------------------------------------------------- | --------- |
| 15 km             | Harald Grønningen · Norsko (NOR)                                               | 47:54,2    | Eero Mäntyranta · Finsko (FIN)                                                      | 47:56,1   | Gunnar Larsson · Švédsko (SWE)                                                      | 48:33,7   |
| 30 km             | Franco Nones · Itálie (ITA)                                                    | 1:35:39,2  | Odd Martinsen · Norsko (NOR)                                                        | 1:36:28,9 | Eero Mäntyranta · Finsko (FIN)                                                      | 1:36:55,3 |
| 50 km             | Ole Ellefsæter · Norsko (NOR)                                                  | 2:37:30,05 | Vjačeslav Vedenin · Sovětský svaz (URS)                                             | 2:29:02,5 | Josef Haas · Švýcarsko (SUI)                                                        | 2:29:14,8 |
| štafeta 4 × 10 km | Norsko (NOR) · Odd Martinsen · Pål Tyldum · Harald Grønningen · Ole Ellefsæter | 2:08:33,5  | Švédsko (SWE) · Jan Halvarsson · Bjarne Andersson · Gunnar Larsson · Assar Rönnlund | 2:10:13,2 | Finsko (FIN) · Kalevi Oikarainen · Hannu Taipale · Kalevi Laurila · Eero Mäntyranta | 2:10:56,7 |

### Ženy
| Disciplína       | Zlato                                                                             | Výkon   | Stříbro                                                                          | Výkon   | Bronz                                                                          | Výkon   |
| ---------------- | --------------------------------------------------------------------------------- | ------- | -------------------------------------------------------------------------------- | ------- | ------------------------------------------------------------------------------ | ------- |
| 5 km             | Toini Gustafssonová · Švédsko (SWE)                                               | 16:45,2 | Galina Kulakovová · Sovětský svaz (URS)                                          | 16:48,4 | Alevtina Kolčinová · Sovětský svaz (URS)                                       | 16:51,6 |
| 10 km            | Toini Gustafssonová · Švédsko (SWE)                                               | 36:46,5 | Berit Mørdre Lammedalová · Norsko (NOR)                                          | 37:54,6 | Inger Auflesová · Norsko (NOR)                                                 | 37:59,9 |
| štafeta 3 × 5 km | Norsko (NOR) · Inger Auflesová · Babben Enger Damonová · Berit Mørdre Lammedalová | 57:30,0 | Švédsko (SWE) · Britt Strandbergová · Toini Gustafssonová · Barbro Martinssonová | 57:51,0 | Sovětský svaz (URS) · Alevtina Kolčinová · Rita Achkinaová · Galina Kulakovová | 58:13,6 |